# Astrid Varnay
Astrid Varnay (Stoccolma, 25 aprile 1918 – Monaco di Baviera, 4 settembre 2006) è stata un soprano svedese naturalizzato statunitense.

## Biografia
Entrambi i genitori erano ungheresi: la madre Maria Javor era un soprano di coloratura di discreta fama, il padre Alexander un tenore spinto. L'opera lirica quindi era parte del mondo in cui crebbe. La famiglia si trasferì in Argentina e poi a New York, dove il padre morì nel 1924 a soli 35 anni. Due anni dopo la madre si risposò con il tenore Fortunato de Angelis, originario di Roma.  La Varnay cominciò studiando pianoforte, ma a 18 anni decise di diventare una cantante e iniziò lezioni intensive con la madre.
Un anno dopo il celebre soprano norvegese Kirsten Flagstad fece sì che potesse studiare con Hermann Weigert, maestro del Metropolitan Opera, che divenne suo marito nel 1944. A 22 anni la Varnay conosceva l'ungherese, il tedesco, l'inglese, il francese e l'italiano; il suo repertorio consisteva in 15 ruoli principali per soprano drammatico, undici dei quali wagneriani.
Debuttò al Metropolitan il 6 dicembre 1941, in sostituzione di Lotte Lehmann, interpretando Sieglinde in Die Walküre senza quasi poter provare. Fu la prima apparizione in un ruolo di protagonista e fu un trionfo; sei giorni dopo sostituì Helen Traubel nel ruolo di Brünhilde nella stessa opera.
Nel 1948 cantò per la prima volta alla Royal Opera House di Londra come Brünnhilde in Sigfrido. Nello stesso anno debuttò al Festspielhaus di Bayreuth, dopo che la Flagstad, che aveva declinato l'invito, la raccomandò al direttore del festival Wieland Wagner. Si esibì a Bayreuth per i successivi 17 anni e fu una presenza fissa al Metropolitan fino al 1956. Successivamente si allontanò dal Met a causa di contrasti con il direttore del teatro Rudolf Bing, facendovi ritorno nel 1974. Complessivamente si esibì al Met in 200 rappresentazioni. Continuò a frequentare tutti gli altri maggiori teatri d'opera del mondo, specialmente in Germania, soprattutto in ruoli wagneriani e straussiani, ma anche verdiani e altri.
Nel 1969 abbandonò il repertorio di soprano drammatico e iniziò una nuova carriera come mezzosoprano. Dopo essere stata applaudita per oltre 20 anni come protagonista di Elektra, si guadagnò nella stessa opera un'eccellente reputazione anche come Clitemnestra, mentre il ruolo di Erodiade in Salome divenne, con 236 rappresentazioni, il più frequentato.
A metà degli anni ottanta passò a ruoli di caratterista; l'ultima apparizione sul palcoscenico fu nel 1995 a Monaco, città in cui era amatissima, 55 anni dopo il debutto.
Nel 1998 pubblicò l'autobiografia Fifty-Five Years in Five Acts: My Life in Opera, scritta in collaborazione con Donald Arthur.

## Repertorio operistico
| Ruolo                        | Titolo                                | Autore     |
| ---------------------------- | ------------------------------------- | ---------- |
| Leonore                      | Fidelio                               | Beethoven  |
| La Contessa                  | Pikovaja dama                         | Čajkovskij |
| La vecchia Madelon           | Andrea Chénier                        | Giordano   |
| Kostelnička                  | Jenůfa                                | Janáček    |
| Kabaniča                     | Káťa Kabanová                         | Janáček    |
| Mamma Lucia Santuzza         | Cavalleria rusticana                  | Mascagni   |
| L'Opinione Pubblica          | Orphée aux enfers                     | Offenbach  |
| Giocasta                     | Oedipus der Tyrann                    | Orff       |
| Erodiade Salomè              | Salomè                                | Strauss    |
| Clitennestra Elettra         | Elektra                               | Strauss    |
| La Marescialla               | Der Rosenkavalier                     | Strauss    |
| La Nutrice                   | Die Frau ohne Schatten                | Strauss    |
| Abigaille                    | Nabucco                               | Verdi      |
| Lady Macbeth                 | Macbeth                               | Verdi      |
| Leonora                      | Il trovatore                          | Verdi      |
| Amelia Grimaldi              | Simon Boccanegra                      | Verdi      |
| Aida                         | Aida                                  | Verdi      |
| Desdemona                    | Otello                                | Verdi      |
| Senta                        | Der fliegende Höllander               | Wagner     |
| Elisabeth                    | Tannhäuser                            | Wagner     |
| Elsa di Brabante Ortrud      | Lohengrin                             | Wagner     |
| Brunilde Sieglinde           | Die Walküre                           | Wagner     |
| Isotta                       | Tristan und Isolde                    | Wagner     |
| Brunilde                     | Siegfried                             | Wagner     |
| Brunilde Gutrune Terza Norna | Götterdämmerung                       | Wagner     |
| Kundry                       | Parsifal                              | Wagner     |
| Leokadja Begbick             | Aufstieg und Fall der Stadt Mahagonny | Weill      |

## Discografia parziale
- Giordano, Andrea Chénier - Chailly/Pavarotti/Caballé, 1984 Decca
- Mascagni: Cavalleria rusticana - Wolfgang Sawallisch/Symphonieorchester des Bayerischen Rundfunks, Archipel - Walhall
- Mascagni: Cavalleria Rusticana - Montserrat Caballé/Philharmonia Orchestra/José Carreras/Matteo Manuguerra/Riccardo Muti, 1979 EMI
- Orff: Oedipus Der Tyrann - Gerhard Stolze/Hans Günter Nöcker/James Harper/Karl Christian Kohn/Kieth Engen/Rafael Kubelík/Symphonieorchester des Bayerischen Rundfunks, Deutsche Grammophon
- Strauss R.: Elektra - Astrid Varnay/Elisabeth Hongen, Disques Dom
- Verdi: Simon Boccanegra - Astrid Varnay/Leonard Warren/Metropolitan Opera Orchestra/Fritz Stiedry, Sony
- Wagner, Der Fliegende Hollander - Herman Unde/Ludwig Weber/Josef Traxel/Wolfgang Windgassen/Astrid Varnay/Elisabeth Schartel/Orchestra e Coro del Festival di Bayreuth/Hans Knappertsbusch, Archipel - Walhall
- Wagner: Der Fliegende Holländer - Fritz Reiner/Thomas Hayward/Sven Nilsson/Hans Hotter/Hertha Glaz/Astrid Varnay/Set Svanholm/Metropolitan Opera Orchestra & Chorus, Sony
- Wagner: Die Walküre (Bayreuth 1958) - Orchester der Bayreuther Festspiele/Hans Knappertsbusch/Astrid Varnay/Leonie Rysanek/Jon Vickers/Hans Potter/Josef Greindl, Archipel
- Wagner: Die Walküre (Bayreuth 1957) - Orchester der Bayreuther Festspiele/Hans Knappertsbusch/Astrid Varnay/Birgit Nilsson/Ramón Vinay/Hans Hotter/Josef Greindl, IMD - Walhall
- Wagner: Götterdämmerung (Live) - Astrid Varnay/Wolfgang Windgassen/Ursula Boese/Gottlob Frick/Chorus & Orchestra of the Royal Opera House, Covent Garden/Franz Konwitschny, Walhall
- Wagner: Götterdämmerung (Live) - Astrid Varnay/Dorothea Siebert/Paula Lenchner/Hans Knappertsbusch/Bayreuther Festspielchor & Festspielorchester/Wolfgang Windgassen/Elisabeth Schartel/Hermann Uhde/Josef Greindl/Gustav Neidlinger/Maria von Ilosvay/Elisabeth Grümmer/Birgit Nilsson, Walhall
- Wagner: Lohengrin (Bayreuth 1953) - Astrid Varnay/Josef Greindl/Joseph Keilberth/Wolfgang Windgassen, Teldec
- Wagner: Lohengrin (Live) - Aase Nordmo-Lovberg/Theo Adam/Astrid Varnay/Eberhard Waechter/Bayreuther Festspielchor & Festspielorchester/Lorin Maazel, MYTO Historical
- Wagner: Lohengrin - Erich Leinsdorf/Metropolitan Opera Orchestra & Chorus/Norman Cordon/Astrid Varnay/Lauritz Melchior, Sony
- Wagner, Lohengrin - Sawallisch/Crass/Thomas/Silja, 1962 Decca
- Wagner: Parsifal - Fritz Stiedry/Astrid Varnay/Metropolitan Opera Orchestra, Archipel - Walhall
- Wagner: Siegfried (Bayreuth 1958) - Orchester der Bayreuther Festspiele/Hans Knappertsbusch/Astrid Varnay/Wolfgang Windgassen/Gerhard Stolze/Hans Hotter/Frans Andersson, Archipel
- Wagner: Siegfried - Herbert von Karajan/Bernd Aldenhoff/Astrid Varnay/Orchester der Bayreuther Festspiele, Archipel - Walhall
- Wagner: Tannhäuser - Metropolitan Opera Orchestra & Chorus/Astrid Varnay/Ramon Vinay/Roberta Peters/Jerome Hines/Brian Sullivan/Clifford Harvuot/George London/Paul Franke/Norman Scott/Margaret Harshaw, Sony
- Wagner: Tristan und Isolde, (Live) - Astrid Varnay/Ramon Vinay/Bayreuth Festival Orchestra/Eugen Jochum, Andromeda
- Wagner: Tristan Und Isolde - Rudolf Kempe/Blanche Thebom/Josef Metternich/Metropolitan Opera Chorus and Orchestra, Archipel - Walhall
- Wagner, Beethoven, Verdi: Astrid Varnay - Complete Opera Scenes and Orchestral Songs on DG, Deutsche Grammophon

## DVD & Blu-Ray
- Offenbach, Orpheus in der Unterwelt (Deutsche Oper Berlin, 1984) - Jesús López-Cobos/Donald Grobe/Julia Migenes/Hans Beirer/Astrid Varnay, Arthaus/Naxos
- Strauss, R., Salome - Böhm/Stratas/Weikl/Varnay, regia Götz Friedrich, 1974 Deutsche Grammophon
- Strauss, R., Elettra - Böhm/Rysanek/Varnay/Fischer-D., regia Götz Friedrich, 1981 Deutsche Grammophon
- Weill, Rise and Fall of the City of Mahagonny - James Levine/Teresa Stratas/Richard Cassilly/Astrid Varnay/Cornell MacNeil/Paul Plishka/Metropolitan Opera, regia John Dexter 1979